# Gowurdak
Gowurdak é carne conservada tradicionalmente no Turquemenistão, depois de frita e guardada na própria gordura do animal em que foi frita. Esta carne pode conservar-se vários meses e, quando necessário, pode retirar-se uma parte, aquecer e comer com pão, ou usar como base para um prato de carne. 
Começa por se cortar o sebo de vaca ou carneiro em pedaços e cozinhá-los com uma pequena quantidade de água e sal; a gordura solta-se do sebo e pode ser depois utilizada para cozinhar outros pratos, ou para conservar carne. Um subproduto desta preparação são os torresmos, que os turcomenos chamam "jigirdek".  A gordura derretida chama-se "ak ýag" e é nela que se fritam os pedaços de carne que se pretendem conservar; quando a carne fica dourada, retira-se a panela do fogo e serve-se a carne, ou deposita-se numa tigela de esmalte, onde pode ficar bastante tempo e ser utilizada quando necessário.